# EGRAC
EGRAC (englisch erythrocyte glutathione reductase activation) ist die Abkürzung für den in der Medizin  und bei Tierversuchen gebräuchlichen Erythrozyten-Glutathion-Reduktase-Aktivitätskoeffizienten, dessen Bestimmung durch einen EGRAC-Test einen Riboflavinmangel (Vitamin-B2-Mangel) oder FAD-Mangel anzeigt.
Der EGRAC-Test erlaubt eine objektive Aussage über den Ernährungszustand des Menschen bei Feld- und Therapiestudien über Erkrankungen durch Mangelernährung. Eine Mangelernährung lässt sich quantifizieren, weil der Riboflavin- und der FAD-Spiegel mit dem Ernährungszustand korrelieren. Riboflavin kommt vor allem in hochwertigen Nahrungsmitteln wie Fleisch oder Getreidekeimlingen vor und ist bei Mangel- oder Unterernährung erniedrigt.
Der Anteil an Holo-Glutathionreduktase an der Total-Glutathionreduktase korreliert ebenfalls mit dem FAD-Spiegel. Bei der Beurteilung einer Mangelernährung ist das Körpergewicht und der Gesamteindruck der betroffenen Person nicht alleine ausreichend und kann fehlinterpretiert werden.